# Стјепан Ламза
Стјепан Ламза (Сисак, 23. јануар 1940 — 12. јануар 2022) био је југословенски и хрватски фудбалер.

## Биографија
Фудбалску каријеру је почео у сисачкој Сегести крајем педесетих година. Потом је играо у Марибору за Браник, а од 1960. године носио је дрес Динамо Загреба. У дресу Динама је освојио два национална купа ('63 и '65) и Куп сајамских градова 1967. За Динамо је одиграо 186 службених утакмица и постигао 36 погодака. Наступао је и за француски клуб Шатору (1969), Ријеку (1970) и Кроацију из Мелбурна (1972). Био је одличан техничар, највише се показао као лева полутка, а успешно је играо и у одбрани. Каријера у силном играчком успону прекинута је због несрећног пада с балкона „Виле Ребар” у Загребу, након његове најбоље утакмице у полуфиналу Купа сајамских градова против Ајнтрахта из Франкфурта (4:0).
Играо је седам пута за репрезентацију Југославије. Дебитовао је 27. октобра 1963. против Румуније (резултат 1:2) у Букурешту, последњу утакмицу за државни тим одиграо је 14. маја 1967. против Албаније у Тирани (резултат 2:0).

## Успеси
- Динамо Загреб
  - Куп Југославије: 1963, 1965.
  - Куп сајамских градова: 1967.